# Fitwalking

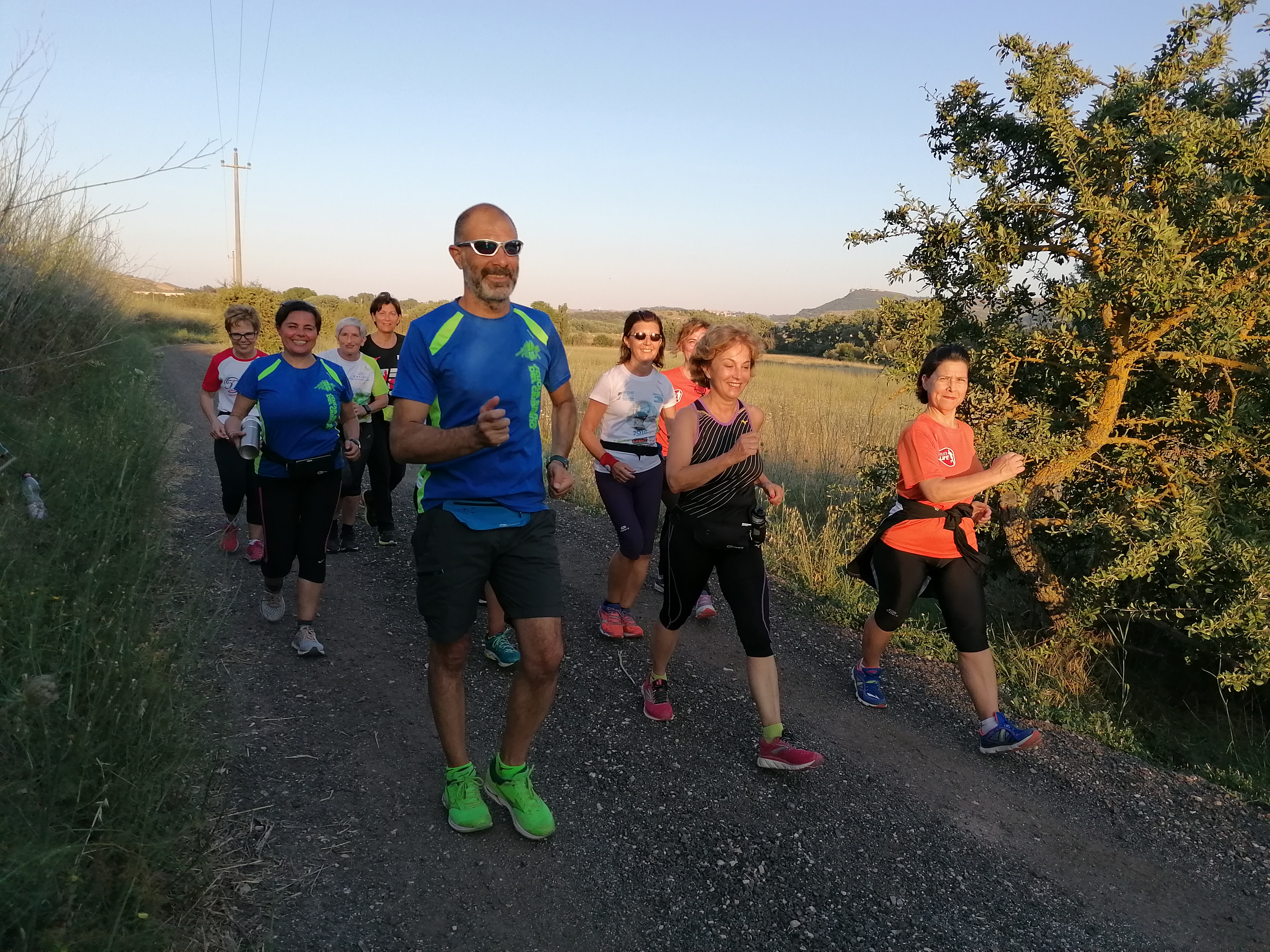
Un gruppo di persone che cammina per la forma fisica, praticando così il fitwalking.

Il fitwalking, letteralmente traducibile in italiano come camminare per la forma (col significato di camminare per il benessere), è una pratica sportiva non competitiva e ben codificata.
È l'arte di camminare velocemente, con una velocità corrispondente al limite superiore dell'intervallo naturale per l'andatura a piedi, in genere a 7–9 km/h (4,5-5,5 mph). Si considera camminata l'andatura umana o animale durante la quale si mantiene il contatto col terreno con almeno un piede; si differenzia dalla corsa e dal jogging, in cui si perde il contatto con il terreno durante la fase detta "di volo". Per questo la camminata si definisce come "una successione di passi", mentre la corsa viene definita come "una successione di balzi". La camminata veloce viene spesso confusa con la marcia, che però richiede in aggiunta che la gamba sia estesa dal momento in cui il piede (tallone) prende contatto col terreno fino a quando la gamba arriva sulla verticale del corpo. La marcia è la versione agonistica della camminata veloce, ed è presente alle olimpiadi con tre competizioni.

## Descrizione
La parola fitwalking è la composizione dei termini inglesi fitness (forma fisica) e del verbo to walk (camminare). Sempre in lingua inglese, race walk, da "race" (competizione), indica la marcia. Per certi versi il fitwalking è molto simile alla marcia, ma a differenza di essa non può essere un'attività competitiva.
Esistono tre differenti stili che caratterizzano tale disciplina: life style, performer style e sport style. Si differenziano per il livello di tecnica utilizzata e perciò dalla velocità del passo. Nel life style si ha un'ampiezza del passo minore che comporta una spinta ridotta da parte del piede e le braccia non hanno un'oscillazione esagerata. Questo stile non permette una velocità elevata, infatti assomiglia alla camminata tradizionale. Il performer style invece ha una tecnica più marcata. Il braccio si muove in modo sincrono a quello delle gambe, comportando così un aumento dell'ampiezza del passo, ed é piegato a 90 gradi. Lo sport style definisce un cammino più sportivo e quindi più veloce. Le braccia risultano piegate al gomito a circa 90 gradi e oscillano vigorosamente mantenendo questa posizione. Proprio questa oscillazione é alla base di una buona impostazione del passo e, di conseguenza, contribuisce in modo rilevante a far sì che l'intera azione si mantenga dinamica con uno sfruttamento completo della fase di spinta da parte del piede. Questo compie un movimento chiamato "rullata" che definisce l'intero percorso del movimento che compie dal momento del suo contatto con il terreno sino al termine della spinta.

## Diffusione, contesto e rilevanza
L'ex marciatore olimpico Maurizio Damilano, ideatore del nome e di un metodo di fitwalking, ha contribuito allo sviluppo della disciplina in Italia. Il fitwalking è praticato in gruppo all'aria aperta, in questo contesto, oltre al benessere ed all'attività motoria, si favorisce l'interazione sociale. Il fitwalking ha quindi più una rilevanza benefica salutare e sociale che sportiva, in quanto di questa disciplina non vengono disputate gare a carattere competitivo e la versione agonistica è rappresentata dalla marcia.
La diffusione del fitwalking negli Stati Uniti d'America (dove si preferisce la dizione power walking, "cammino poderoso"), nazione nella quale la pratica di tale disciplina è considerata utile per combattere lo stress, ha fatto sì che anche in Italia si scoprissero altri aspetti di rilevanza del fitwalking, legati ai benefici che ne derivano dalla sua pratica.

### Diffusione nel mondo
Nel 2001 i fratelli Damilano apportarono alla tecnica del Power Walking degli Stati Uniti accorgimenti ed esercizi presi a prestito dalla marcia e per distinguerlo lo chiamarono fitwalking.
A partire dal 2001 il fitwalking si è diffuso in molti paesi sia nell'attività outdoor che indoor, tra cui Ungheria, Spagna, Francia, e Portogallo.
Nel mondo anglosassone, noto come Power Walking, è presente in vari paesi tra cui gli Stati Uniti d'America (dove è nato), Inghilterra, e Australia.
La sanità internazionale raccomanda il cammino veloce per essere poco traumatico e per i benefici che produce su numerose patologie, consigliato ai corridori che han subito traumi alle articolazioni.

### Diffusione in Italia
In un paio di manifestazioni si è superato il numero delle 5.000 partecipazioni.
Il fitwalking è praticato nelle seguenti manifestazioni: fitwalking del cuore (Saluzzo - CN), fitwalking sulle strade dei campioni (Scarnafigi - CN), Fitwalking per la Vita (Sassari), Corri Umbria, Firenze marathon e in altre che si svolgono nelle città di Sassari, Tuscia, Roma, Ragusa, Salsomaggiore Terme, Parma.
Il fitwalking del cuore, che si svolge la terza domenica di gennaio, è la più partecipata manifestazione dedicata unicamente ai camminatori e nell'edizione 2017 ha toccato i 9107 partecipanti. Nel 2019 si è superata la quota di 11.000 partecipanti. Il Fitwalking per la Vita , organizzato dalla Scuola Sarda del Cammino , che si svolge in Sardegna nel mese di ottobre, è l'evento di Fitwalking più partecipato in Sardegna e nel 2024 ha superato le 1500 presenze.

## La tecnica
La necessità di praticare lo sport per l'esercizio fisico ha portato, in tempi recenti, alla nascita di alcune nuove discipline (si pensi al trekking praticato in montagna), non propriamente sportive, che comportano l'esercizio della semplice funzione del camminare.
La tecnica del fitwalking prevede che il passo sia energico (quindi una falcata ampia), sia curata la postura e il ritmo sia abbastanza sostenuto (almeno 6 km/h). Questo al semplice scopo di sviluppare una potenza sufficiente affinché la camminata produca effetti benefici sulla forma fisica e sul dimagrimento. I benefici della camminata veloce sono molteplici e anche l'OMS la consiglia per contrastare disturbi come ipertensione e stress.
Il cammino veloce (o fitwalking) è stato raccomandato sempre più come un'alternativa al jogging quale esercizio di moderata intensità, lavorando al 60-80% della frequenza cardiaca massima, FCmax. Al livello più alto il cammino e il jogging sono per lo più ugualmente efficaci, ma l'azione del camminare produce meno impatti alle articolazioni in modo significativo.
Quando si cammina molto velocemente, è necessaria un'oscillazione abbastanza pronunciata delle braccia.
Il fitwalking è spesso confuso con la marcia, ma questa, oltre a mantenere obbligatoriamente il contatto con il terreno di almeno un piede, richiede l'appoggio della gamba tesa al momento dell'impatto col terreno, pena squalifica.

## Benefici
Il fitwalking può essere praticato come strumento di prevenzione delle malattie, viene infatti prescritto come terapia anche da talune strutture ospedaliere. Ad esempio viene prescritto come terapia per i malati di diabete, o a coloro che hanno piccoli problemi cardiaci. Non ultimo il fitwalking favorisce il dimagrimento in modo del tutto salutare.